# 索因山
47°42′21″N 12°1′14″E / 47.70583°N 12.02056°E

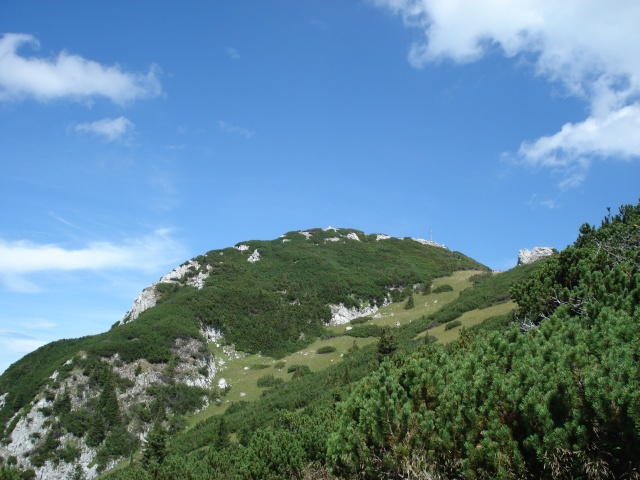

索因山（德語：Soin），是德國的山峰，位於該國東南部，由巴伐利亞負責管轄，屬於巴伐利亞前阿爾卑斯山脈中芒法爾山脈的一部分，海拔高度1,756米。